# Gottfrid Berg
Gottfrid Teodor Berg, född 29 januari 1889 i Hedvig Eleonora församling, Stockholm, död 4 juli 1970 i Lidingö församling, Stockholms län, var en svensk kyrkomusiker och tonsättare.

## Biografi
Berg tog organistexamen 1909 samt kyrkosångar- och musiklärarexamen 1914 vid Kungliga Musikkonservatoriet.
Berg var organist och kantor i Heliga Trefaldighets kyrka i Gävle från 1916 till 1955 samt musiklärare vid olika Gävleskolor (flickskolan, läroverket samt seminariet i Hagaström). Han var musikkritiker i Gefle Dagblad 1931-1942.
Berg skrev orgel- och körverk främst för kyrkobruk, samt orkesterverk och musik för piano. Han tillhörde riktningen den nya sakligheten. Hans läroböcker för körundervisning var allmänt använda som Läroverkskören (1938, fler upplagor) liksom samlingar av körkompositioner som Sacrae cantiones (1946) och Madrigaler och körvisor (1950).
Berg erhöll Medaljen för tonkonstens främjande 1958 och Musikföreningens stipendium 1960.